# Флорінта
Флорінта (рум. Florinta) — село у повіті Сучава в Румунії. Входить до складу комуни Шкея.
Село розташоване на відстані 356 км на північ від Бухареста, 9 км на захід від Сучави, 122 км на північний захід від Ясс.

## Населення
За даними перепису населення 2002 року у селі проживали 94 особи, усі — румуни. Усі жителі села рідною мовою назвали румунську.